# Stare Grądy
Stare Grądy (prononciation : [ˈstarɛ ˈɡrɔndɨ]) est un village polonais de la gmina de Grodziec dans le powiat de Konin de la voïvodie de Grande-Pologne dans le centre-ouest de la Pologne.
Il se situe à environ 4 kilomètres au sud-est de Grodziec (siège de la gmina), à 23 kilomètres au sud-ouest de Konin (siège du powiat) et à 91 kilomètres au sud-est de Poznań (capitale régionale).
Le village possédait une population de 140 habitants en 2014.

## Histoire
De 1975 à 1998, le village faisait partie du territoire de la voïvodie de Konin.

Depuis 1999, Stare Grądy est situé dans la voïvodie de Grande-Pologne.